# 大窗魚屬
大窗魚屬，為盔甲魚綱下的一種魚類，化石迄今皆發現於中國雲南省文山州的坡松冲组地層，生活於泥盆紀早期的布拉格階。大窗魚屬於中型的盔甲魚，就頭甲而言，模式種長角大窗魚（M. longicornis）的頭甲長度（包含吻突）約 5 至 6 公分，吻突較長的長矛大窗魚（M. longilanceus）頭甲長度則可超過 8 公分；兩物種的頭甲寬度（包含角）皆約在 5 至 6 公分之間。

## 命名
- 屬名：在頭甲的鰓具一對大型的卵圓形背窗（dorsal fenestrae）[3]。
- 長角大窗魚：此種的角特別長。longus，長的；cornis，指有角的[3]。
- 長矛大窗魚：此種的吻突特別長，呈長矛狀。lanceus，矛型的[2]。

## 發現與研究
早期，科學家對大窗魚的研究一直有缺陷。大窗魚的第一個標本（長角大窗魚正模標本，編號GM V 2077，採自雲南廣南）是一具保存不完整的化石；但近年來，由於新標本的發現，對於大窗魚的描述也更全面、更完整。
2002年，一件長角大窗魚的頭甲化石被正式發表（編號IVPP V 12741，發現於雲南文山），相較之下，這件標本比正模標本還更完整，兩件標本差異如下：
| 兩具標本差異處 | 正模標本   | 2002年發表的標本 |
| -------------- | ---------- | ---------------- |
| 吻突           | 未保存     | 保存良好         |
| 角（保存狀態） | 不完整     | 右側部分缺失     |
| 角（長度）     | 18.5mm     | 33mm             |
| 化石變形       | 明顯的變形 | 輕微的變形       |

繼長角大窗魚之後，中科院古脊椎動物與古人類研究所的古生物學家王俊卿、蓋志琨與朱敏等人也於2005年發表了一批大窗魚屬新種的化石（編號IVPP V 13592，發現於雲南文山），由於這種魚的吻突特別長且呈長矛狀，被命名為「長矛大窗魚」。

## 特徵描述
大窗魚所屬的大窗魚亞科（Macrothyraspinae）包含四個屬，其餘三個屬與大窗魚的親緣關係由遠而近分別為龍門山魚屬（Lungmenshanaspis）、箐门鱼屬（Qingmenaspis）、中華四川魚屬（Sinoszechuanaspis），三者主要在頭甲上的背窗與中背孔（median dorsal opening）與大窗魚有所差異，區別之處大致如下：
- 龍門山魚的背窗外形狹長，且位於兩側；大窗魚的背窗則呈較短且大的橢圓形，位於頭甲正上方。
- 箐门鱼頭甲基部略呈方形，大窗魚頭甲則大致呈頭盔狀的倒三角形。
- 中華四川魚的頭甲（不含吻突和胸角部分）較狹長，接近長三角形；大窗魚的頭甲則較短，外型略偏向正三角形。

而大窗魚屬的兩個物種主要特徵如下：
- 長角大窗魚：頭甲呈前窄後寬的三角形，眶孔小且呈卵圓形，位於側甲邊緣，背視呈缺刻狀。松果孔小，位於眶孔後緣與背窗之間。中背孔較大，呈心形或桃形，其後緣中部向前呈弓形凹入，長與寬接近相等。角及吻突很發育，均長而纖細，角末端略向背方翹起。感覺管（sensory canal）系統不發育，僅見有眶上管及眶下管，其中眶上管略呈V字型[3][5]。

- 長矛大窗魚：頭甲呈頭盔形。吻突與角很發育；長矛狀的吻突細而長（長約為頭甲中長的兩倍）；角側向延伸，略向頭甲後方傾斜（末端不前翹），內角小而清晰。眶孔小，位置較為靠前，靠近側甲邊緣。松果孔小，位於眶孔後緣與背窗之間。中背孔較大，呈心形或桃形，其後緣中部稍微向前凹入。感覺管系統不發育，僅見有前眶上管、後眶上管和背連絡管，側背管及側橫管不發育；前眶上管短而平直，位於中背孔的後外側，後眶上管短而不相連，略呈V字型，相對排列在松果孔正前方，背連絡管僅一條，短而不相連。鰓囊6至7對，紋飾為細小的粒狀瘤點[2]。